# Andròmeda IV
|  | No s'ha de confondre amb 4 Andromedae. |

Coordenades:  00h 42m 32.3s; +40° 34′ 19″
Andròmeda IV (And IV) podria ser un satèl·lit irregular de la galàxia d'Andròmeda; però, és més probable que no sigui una galàxia en absolut, sinó un cúmul estel·lar vagament vinculat o alguna altra característica de fons. La galàxia és a uns 20 milions d'anys llum del nostre sistema solar. Andromeda IV seria aquesta distància perquè cap membre del grup local i no és un satèl·lit de la galàxia d'Andròmeda M31. La lluentor superficial moderada, un color molt blau, baixa taxa de formació estel·lar actual i baixa metal·licitat són consistents amb ser Andromeda IV un petit (fons) galàxia nana irregular, potser similar al Grup Local nan com IC 1613 i Sextans A. Arguments basats en la velocitat radial observada i la detecció preliminar de la punta RGB suggereixen que es troba bé fora dels límits del Grup Local.
Andròmeda IV va ser descoberta per Sidney van den Bergh el 1970, en un sondeig de plaques fotogràfiques preses amb el telescopi Schmidt de 48 polzades (1,2 m) des de l'Observatori del Mont Palomar el 1970-1971, juntament amb Andròmeda I, Andròmeda II i el presumible origen o no de la galàxia d'Andròmeda III.